# Кавказская губерния
Кавказская губерния — административная единица Российской империи. Образована в 1785 году в составе Кавказского наместничества. В 1790 году переименована в Кавказскую область и подчинена Астраханской губернии, в 1796 году Кавказская область упразднена. 
Вновь Кавказская губерния образована в 1802 году с центром в Георгиевске. В 1822 году переименована в Кавказскую область с центром в Ставрополе. В 1847 году преобразована в Ставропольскую губернию.

## Населённые пункты и административное устройство
Кавказская губерния состояла из шести уездов: Екатериноградского, Кизлярского, Моздокского, Александровского, Георгиевского и Ставропольского. Шесть крепостей на Азово-Моздокской линии (Екатериноград, Кизляр, Моздок, Георгиевск, Александров и Ставрополь) были объявлены городскими уездными центрами.

## История

### XVIII век
В 1775 году Российской империей была спроектирована постройка ряда укреплений от Терека до Дона — так называемая Моздокско-Азовская линия. В 1777 году сооружено было 10 крепостей, в том числе Ставропольская (ныне Ставрополь).
В 1773 году территорию губернии посетил академик Гюльденштедт, а в 1793 году экспедиция академика П. С. Палласа.
5 мая 1785 была устроена Кавказская губерния из 6 уездов.
- Александровский уезд — г. Александровск, позже переименованный в одноимённую станицу
- Екатериноградский уезд — г. Екатериноград, бывший одновременно и центром Кавказской губернии. Позднее переименован в одноимённую станицу. Образован в составе Кавказского наместничества 5 мая 1785 года. Уезд упразднен в 1790 году, территория распределена между Александровским, Георгиевским и Моздокским уездами
- Георгиевский уезд — г. Георгиевск. Образован в составе Кавказского наместничества 5 мая 1785 года. В 1827 году уезд преобразован в одноимённый округ. Указом Сената от 14(21) мая 1830 года переименован в Пятигорский в связи с перенесением центра в г. Пятигорск
- Кизлярский уезд — г. Кизляр. В 1827 году уезд преобразован в округ. Со 2 мая 1847 года — вновь уезд. 9 декабря 1867 года часть уезда вместе с г. Кизляром передана из Ставропольской губернии в Терскую область. Оставшаяся в губернии часть территории вошла в состав Новогригорьевского уезда с центром в с. Прасковея
- Моздокский уезд — г. Моздок
- Ставропольский уезд — г. Ставрополь

Губернским городом назначен Екатериноград. К концу 1787 г. в Кавказской губернии насчитывалось до 30 000 душ мужского пола и 34 селения.
Наиболее заселенными к 1790-м годам были Екатериноградский и Александровский уезды. Большинство гражданского населения губернии составляли однодворцы; среди первопоселенцев были также экономические и дворцовые крестьяне, отставные солдаты и войсковые обыватели.
30 апреля 1790 Кавказская губерния была упразднена и административные учреждения были переведены в Астрахань. Губерния вновь получила статус области в составе Астраханской губернии.

#### Губернаторы
| Кавказские губернаторы (5 мая 1785 — 31 декабря 1796) | Кавказские губернаторы (5 мая 1785 — 31 декабря 1796) | Кавказские губернаторы (5 мая 1785 — 31 декабря 1796) |
| даты в должности                                      | имя                                                   | годы жизни                                            |
| ----------------------------------------------------- | ----------------------------------------------------- | ----------------------------------------------------- |
| 5.05.1785—1786                                        | Жуков, Михаил Михайлович                              |                                                       |
| 1787—1788                                             | Алексеев, Ларион Спиридонович                         | −1798                                                 |
| [28.10.]1789—[6.03.]1792                              | Брянчанинов, Сергей Афанасьевич                       |                                                       |
| 1793—1796                                             | Скаржинский, Пётр Михайлович                          |                                                       |
| 1796—19.12.1796                                       | Алябьев, Александр Васильевич                         |                                                       |
| 31.12.1796                                            | Кавказская область упразднена                         | Кавказская область упразднена                         |

### XIX век
15/27.11.1802 года по указу Александра I на Северном Кавказе от устья реки Лабы до Каспийского моря вновь образована (отделена от Астраханской губернии) Кавказская губерния с центром в губернском городе Георгиевске. Горячие Воды вошли в состав Георгиевского уезда. Восстановлена в составе пяти уездов:
- Александровский — г. Александровск (позже преобразован в одноимённую станицу)
- Георгиевский — г. Георгиевск
- Кизлярский — г. Кизляр
- Моздокский — г. Моздок
- Ставропольский — г. Ставрополь

По статистическим данным на 1802 год в Кавказской губернии значилось 55 098 душ (без учёта 316 кибиток кочевавших народов); 5 городов (Александров, Георгиевск, Кизляр, Моздок и Ставрополь) и 62 крупных селения. Наиболее населенными были Ставропольский, Георгиевский и Александровский уезды.
Императорским указом от 27 октября 1803 года астраханскому губернатору было предписано не вмешиваться в дела Кавказской губернии.
7 марта 1805 года главноуправляющий на Кавказе князь П. Д. Цицианов предложил кавказскому гражданскому губернатору титулярному советнику Каспарову ограничить торговлю армян в горских аулах, установить и объявить общие цены на товары и создать татарские рынки в предместьях при российских крепостях, в том числе и Константиногорской.
10 (22) августа 1822 года указом Александра I Кавказская губерния переименована в Кавказскую область. Александровский уезд и город Александровск упразднены, территория упразднённого уезда распределена между соседними уездами. 29 августа 1822 года императорским рескриптом генерал-майор К. Ф. Сталь принял обязанности гражданского губернатора Кавказской области.
2 октября 1824 года указом Александра I все областные присутственные места были переведены из Георгиевска в Ставрополь.
В 1825 году учреждено особое управление кочующими народами (Главное приставство магометанских кочующих народов).
7 октября 1826 года в Кавказской области согласно распоряжению начальника области генерал-лейтенанта Г. А. Эммануэля открыты первые сберегательные кассы.
6/18 февраля 1827 года учреждена Кавказская область в пределах бывшей Кавказской губернии. Состояла из четырёх округов: Георгиевского, Кизлярского, Моздокского и Ставропольского. Святой Крест и Георгиевск — заштатные города.
В 1842 году учреждена Кавказская епархия с кафедрой в городе Ставрополе.
2 мая 1847 года указом императора Николая I Кавказская область переименована в Ставропольскую губернию, а три её округа (Кизлярский, Ставропольский и Пятигорский) стали уездами.
| Гражданские губернаторы Кавказской губернии | Гражданские губернаторы Кавказской губернии                    | Гражданские губернаторы Кавказской губернии                    |
| Даты в должности                            | Имя                                                            | Годы жизни                                                     |
| ------------------------------------------- | -------------------------------------------------------------- | -------------------------------------------------------------- |
| 1802—1804                                   | Каспаров, Иван Петрович                                        |                                                                |
| 1804—1806                                   | Гильденшольд, Христиан Петрович                                |                                                                |
| 16.08.1806—1808                             | Картвелин, Николай Михайлович                                  |                                                                |
| 12.05.1808—5.08.1811                        | Малинский, Марк Леонтьевич                                     |                                                                |
| 7.09.1811—1812                              | фон Брискорн, Яков Максимович                                  |                                                                |
| 22.09.1813—1820                             | Малинский, Марк Леонтьевич                                     |                                                                |
| 24 июля 1822                                | Губерния преобразована в область, центр перенесен в Ставрополь | Губерния преобразована в область, центр перенесен в Ставрополь |
| 1838—1840                                   | Семёнов, Алексей Васильевич                                    |                                                                |

## Население
По «Хозяйственному описанию Астраханской и Кавказской губерний по гражданскому и естественному их состоянию в отношении к земледелию, промышленности и домоводству», составленному в 1804 году по программе Вольного экономического общества директором народных училищ Астраханской и Кавказской губерний А. Ровинским, в Кавказской губернии проживало 94 875 человек. Гражданское русское население составляло 75 % населения губернии.

## Символика
Герб Кавказской области, Высочайше конфирмованный 23 октября (4 ноября) 1828 императором Николаем I, имеет следующее описание:

Разделѣнный на двѣ части щитъ представляетъ, въ верхней своей половинѣ, орла Россійскаго въ золотомъ полѣ, сидящаго на вершинѣ горы Кавказа. Онъ держитъ съ одной стороны вѣнокъ лавровый, съ другой перунъ. Подъ ногами его лежатъ разторженныя цѣпи древняго Прометея. Въ нижней части щита, въ голубомъ полѣ, изображён горный воинственный житель Кавказа, скачущій на конѣ по зелёной степи. Убѣгая отъ преслѣдования, онъ стрѣляетъ изъ лука, по ихъ древнему обычаю. Въ дали видны снѣговые верхи Кавказскихъ горъ.— Доклад Сената «О гербе для Кавказской области»
Герб области является гласным.